# Pallasyty

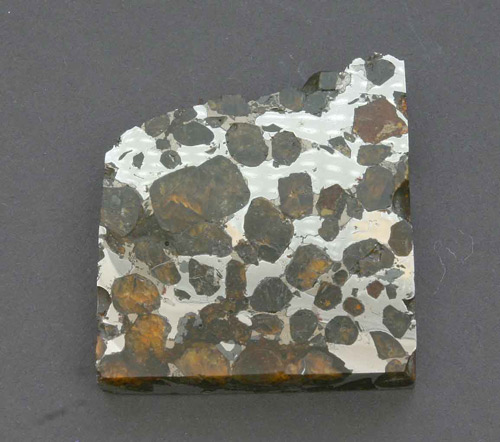
Płytka pallasytu Brahin. Wyraźnie widoczne są duże kryształy oliwinu zawieszone w metalowej skale macierzystej.

Pallasyty to obok mezosyderytów jedna z dwóch głównych grup meteorytów żelazno-kamiennych.
Grupa została nazwana na cześć Piotra Pallasa, który w 1772 roku odkrył w okolicach Krasnojarska dużą bryłę żelaza meteorytowego. Nazwano ją Żelazem Pallasa, która później dała nazwę całej grupie meteorytów. Pallasyty należą do rzadkich typów meteorytów.

## Pochodzenie
Niegdyś uważano, że pallasyty pochodzą z obszaru granicznego między jądrem a płaszczem rozbitych planetek. Ostatnio powstała druga hipoteza, mówiąca, że powstają na skutek działających sił pod wpływem uderzenia pomiędzy jądrem, a płaszczem planetoidy.

## Struktura i skład
Składają się one z około jednocentymetrowych kryształów oliwinu zwanych perydotami zawieszonych w stopie żelazo-niklowym. Widoczne na zdjęciu metalowe obszary powstają poprzez wytrawianie, w celu uzyskania tzw. figur Widmanstättena. Pomniejsze składowe pallasytów to: schreibersyty, troility, chromity, pirokseny i fosforany.

## Zaobserwowane spadki
Do tej pory znanych jest tylko 61 pallasytów (w tym 10 znalezionych na Antarktyce), z czego zarejestrowano 4 w trakcie ich spadania. Przedstawiono je poniżej w kolejności chronologicznej:
- Mineo, Sycylia, Włochy. W maju 1826 zaobserwowano jasną smugę na niebie, której towarzyszył głośny huk. Zachowało się tylko 46 g meteorytu w zbiorach.
- Zaisho, Japonia. Znaleziony 1 lutego 1898[5], po zaobserwowaniu spalającego się meteoru. Waży 330 g.
- Marjalahti, Karelia, Rosja. Po zaobserwowaniu spadającej jasnej smugi, w czerwcu 1902 roku odnaleziono 45-kilogramowy odłamek. W tym czasie obszar ten należał do Finlandii, z tego też powodu główna część Marjalahti znajduje się w Muzeum Historii Naturalnej w Helsinkach
- Omolon, Obwód magadański, Rosja. Hodowca reniferów zauważył spadek meteorytu 16 maja 1981 i znalazł go dwa lata później. Ważył 250 kg. Data ta została potwierdzona przez stację meteorologiczną, która tego dnia zaobserwowała jasną smugę na niebie.